# ADバイーア・ジ・フェイラ
ADバイーア・ジ・フェイラ (ポルトガル語: Associação Desportiva Bahia de Feira) は、ブラジル・バイーア州フェイラ・デ・サンタナを本拠地とするサッカークラブである。

## 歴史
1937年7月2日に創設された。1982・1986・2009年にカンピオナート・バイアーノ（バイーア州選手権）2部に優勝した。2011年に決勝にてヴィトーリアを下し、カンピオナート・バイアーノに初優勝した。同年カンピオナート・ブラジレイロ・セリエD（ブラジル全国選手権4部）に参戦し、第1ステージで敗退した。

## タイトル

### 国内タイトル
- カンピオナート・バイアーノ：1回
  - 2011
- カンピオナート・バイアーノ2部：3回
  - 1982, 1986, 2009

### 国際タイトル
なし

## スタジアム
ホームゲームはエスタジオ・アウベルト・オリヴェイラ(通称：ジョイア・ダ・プリンセザ) で行われる。収容人数は16,274人である。